# Mycomya aluco
Mycomya aluco är en tvåvingeart som beskrevs av Vaisanen 1984. Mycomya aluco ingår i släktet Mycomya och familjen svampmyggor.
Artens utbredningsområde är British Columbia. Inga underarter finns listade i Catalogue of Life.